# Đèo Blaum
Đèo Blaum hay đèo Bloum là đèo trên đường tỉnh 662 ở vùng đất huyện Ia Pa tỉnh Gia Lai, Việt Nam .

## Vị trí
Đèo Blaum trên đường tỉnh 662 ở ranh giới giữa thị trấn Kim Tân với xã Ia Mrơn huyện Ia Pa tỉnh Gia Lai.
Tên đèo đặt theo tên làng plei Bloum, một địa điểm được chọn trong mạng lưới thông tin thời tiết quốc tế . Từ đỉnh đèo có đường mới mở đến thôn Kim Năng xã Ia Mrơn.
Đường tỉnh 662 bắt đầu từ ngã ba Bon Đê trên quốc lộ 25 ở thị xã Ayun Pa. Đường đi hướng bắc, qua các huyện Ia Pa và Kông Chro.
Đến xã Hà Tam huyện Đăk Pơ thì đường tỉnh 662 nối vào quốc lộ 19 .